# Legend – Metal Galaxy
Legend — Metal Galaxy (Лэ́дженд ме́тал гэ́лэкси) — это девятый концертный видеоальбом японской каваии-метал группы Babymetal. Видео содержит записи с двух выступлений в Makuhari Messe в январе 2020 года в рамках Metal Galaxy World Tour. Альбом был выпущен 9 сентября 2020 года в Японии под лейблами BMD Fox Records и Toy’s Factory. В тот же день была выпущена пара концертных альбомов с подзаголовками «День 1» (англ. Day 1) и «День 2» (англ. Day 2), которые были доступны через цифровые онлайн платформы по всему миру.

## Предыстория
Оба концерта 25 и 26 января 2020 года были впервые анонсированы 30 сентября 2019 года в качестве дополничельного этапа мирового тура Metal Galaxy, следующего за выступлениями в ноябре 2019 года. Выступления имеют соответствующую тематику: первый день посвящён «миру света» и исполнению песен с первого диска альбома Metal Galaxy, а второй день посвящён «миру тьмы» и исполнению песен со второго диска. Концерты проходили во время мирового турне группы Metal Galaxy World Tour, и ни одна песня не повторяется между двумя концертами. По словам Moametal, поскольку это был дебют живого исполнения четырёх песен на двух концертах, она получила удовлетворение от возможности показать новые песни.
Legend — Metal Galaxy был выпущен в нескольких версиях, включая DVD-издание, Blu-ray в стандартной и ограниченной версиях (последняя была вложена в футляр размером с LP), бокс-сет, содержащий Blu-ray и двухдисковый концертный альбом, который был выпущен эксклюзивно для членов фан-клуба «The One», и отдельные релизы концертных альбомов для каждого выступления. Последний является третьим специализированным концертным альбомом, выпущенным после Live at Wembley в 2016 году. Впоследствии альбом был выпущен в виниловом формате 22 сентября 2021 года в честь десятилетнего юбилея группы.
В честь выхода альбома группа выложила в сеть телепередачу под названием «Babynet Da Da Da», в которой обсуждались основные моменты альбома и проводились рекламные акции в честь релиза. Кроме того, в нескольких местах в Японии прошли показы спектаклей после их выхода.

## Подготовка
По словам Su-metal, каждая исполняемая песня имела свою хореографию, и группа хотела представить разные темы для каждого дня, в частности, «милую» сторону в первый день и «крутую» сторону во второй день. Репетиции некоторых песен наталкивали на мысль, что они не будут исполняться на других концертах в течение некоторого времени. Moametal сказала, что выступление в качестве основного танцора требует втрое больше усилий, поскольку она выступает в каждой песне, в отличие от Мстительниц, которые выступают по очереди, и Моа нужно подстраиваться под стиль каждого танцора, чтобы синхронизироваться с выступлениями на сцене.
Относительно перформансов каждой песни, Su-metal сказала, что исполнение таких песен как «Brand New Day» значительно отличается от записи в студии из-за танцев. Что касается «Oh! Majinai», танец считался милым и комичным, и участники группы боялись, что зрители будут смеяться, увидев на фоне Йоакима Бродена.

## Содержание
Эти выступления являются первыми живыми выступлениями с участием старшей группы East Kami Band, известной до 2019 года, группы West Kami Band, сформированной после выхода Metal Galaxy, и всех трёх Мстительниц в одном концерте. На протяжении всех выступлений Мстительницы по очереди, вместо покинувшей группу Yuimetal.
В первый день концертов были исполнены песни с первого диска Metal Galaxy, а также «Gimme Chocolate!!!», «Megitsune» и «The One», демонстрирующие «светлую сторону» группы, охватывающую период от дебюта группы до выхода альбома Metal Resistance в 2016 году. В финале была исполнена песня «Road of Resistance» с участием участников обеих групп Kami Band, а также всех трёх Мстительниц, танцующих вместе с Su-metal и Moametal.
Второй день выступления больше сосредоточен на «тёмной стороне» группы, которая началась в 2018 году с ухода Yuimetal. Среди исполняемой музыки были треки, взятые со второго диска Metal Galaxy, а также такие песни, как «Karate», «Syncopation» и «Headbangeeeeerrrrrr!!!!!». Последней песней, исполненной со всеми аккомпанементами, является «Ijime, Dame, Zettai», которая не исполнялась со времён Legend S: Baptism XX. Шоу завершается анонсом Metal Resistance Episode X, заключительной части основной истории группы.

## Реакция
| Оценки критиков | Оценки критиков |
| Источник        | Оценка          |
| --------------- | --------------- |
| Kerrang!        | [ 11 ]          |

### Отзывы критиков
Сэм Лоу из Kerrang! назвал «Legend — Metal Galaxy» «абсурдно блестящей и блестяще абсурдной», и отметил, что, хотя концепция «свет против тьмы» «не имеет особого смысла», а некоторые песни могут лучше подойти другому дню исполнения, «невозможно не получить удовольствие», при этом группа использует цвет со «смесью поп-метала» и «роскошными текстурами».

### Коммерческий успех
Legend — Metal Galaxy занял второе место в чарте DVD Oricon с продажами первой недели в количестве 5,644 единиц, третье место в чарте Oricon Blu-ray с продажами первой недели 26 556 единиц, достигая тех же позиций для чартов музыкальных видео DVD и Blu-ray соответственно.
Концертные альбомы «День 1» и «День 2» заняли девятое и десятое места в чарте альбомов Oricon от 21 сентября 2020 года, соответственно, с продажами в первую неделю 5 231 и 5 223 экземпляров, соответственно, в то время как LP-релиз занял в чарте 211 место за неделю 4 октября 2021 года. В чарте Billboard Japan Top Album Sales эти два альбома заняли седьмое и восьмое места соответственно, показав 5 327 и 5 321 продаж альбомов соответственно.

## Список композиций
| №                   | Название                                                | Текст песни                                                           | Длительность |
| ------------------- | ------------------------------------------------------- | --------------------------------------------------------------------- | ------------ |
| 1.                  | «Future Metal»                                          | Kitsune of Metal God                                                  | 4:06         |
| 2.                  | «Da Da Dance» (featuring Tak Matsumoto)                 | Kanata Okajima Megmetal                                               | 4:18         |
| 3.                  | «Elevator Girl»                                         | Ryu-metal                                                             | 3:00         |
| 4.                  | «Shanti Shanti Shanti»                                  | Mukti-metal Megmetal                                                  | 3:17         |
| 5.                  | «Oh! Majinai» (featuring Joakim Brodén)                 | Ryu-metal                                                             | 4:48         |
| 6.                  | «Yava!»                                                 | Nakametal Mk-metal Kxbxmetal Norimetal                                | 3:52         |
| 7.                  | «Brand New Day» (featuring Tim Henson and Scott LePage) | Mk-metal Megmetal                                                     | 5:24         |
| 8.                  | «Gimme Chocolate!!»                                     | Mk-metal Kxbxmetal Takeshi Ueda                                       | 4:44         |
| 9.                  | «Megitsune»                                             | Mk-metal Norimetal                                                    | 6:01         |
| 10.                 | «Night Night Burn!»                                     | Hola-metal Norimetal                                                  | 3:47         |
| 11.                 | «The One»                                               | Kitsune of Metal God Kxbxmetal Mish-Mosh                              | 9:11         |
| 12.                 | «Road of Resistance»                                    | Kitsune of Metal God Mk-metal Kxbxmetal Mish-Mosh Norimetal Kyt-metal | 12:19        |
| Общая длительность: | Общая длительность:                                     | Общая длительность:                                                   | 64:47        |

| №                   | Название                                   | Текст песни                              | Длительность |
| ------------------- | ------------------------------------------ | ---------------------------------------- | ------------ |
| 1.                  | «In the Name Of»                           | Kitsune of Metal God                     | 5:46         |
| 2.                  | «Distortion» (featuring Alissa White-Gluz) | Dkmetal Takemetal                        | 4:44         |
| 3.                  | «Pa Pa Ya!!» (featuring F. Hero)           | Siammetal                                | 3:59         |
| 4.                  | «Karate»                                   | Yuyoyuppe                                | 5:00         |
| 5.                  | «Kagerou»                                  | Mk-metal Yuyoyuppe                       | 5:35         |
| 6.                  | «BxMxC»                                    | Metal Cypher Megmetal                    | 4:07         |
| 7.                  | «Syncopation»                              | Norimetal Kxbxmetal                      | 5:21         |
| 8.                  | «Headbangeeeeerrrrr!!!!!»                  | Edometal Nakametal Narasaki              | 7:16         |
| 9.                  | «Starlight»                                | Metal Saints Megmetal Metal Skywalker    | 5:59         |
| 10.                 | «Shine»                                    | Kitsune of Metal God Takemetal           | 5:48         |
| 11.                 | «Arkadia»                                  | Norimetal                                | 5:28         |
| 12.                 | «Ijime, Dame, Zettai»                      | Nakametal Tsubometal Kxbxmetal Takemetal | 11:42        |
| Общая длительность: | Общая длительность:                        | Общая длительность:                      | 70:45        |

Замечание
- Трек-лист отражает продолжительность цифровых концертных альбомов[19][20].

## Персоналии
Список взят из буклета Legend — Metal Galaxy.
- Судзука Накамото (Su-metal) — основной вокал
- Моа Кикути (Moametal) — ведущий и фоновый вокал, основной танцор
- Таку Фудзии — фотограф
- Юкихидэ «Jon…» Такамото — фотограф
- Мстительницы — дополнительные танцоры[10]
- East Kami — музыкальное сопровождение[10]
- West Kami — музыкальное сопровождение[10]

## Чарты

### Legend — Metal Galaxy
| Чарт (2020—2021)                | Наивысшая позиция |
| ------------------------------- | ----------------- |
| Japanese Albums (Oricon)        | 211               |
| Japanese DVD (Oricon)           | 2                 |
| Japanese Music DVD (Oricon)     | 2                 |
| Japanese Blu-ray (Oricon)       | 3                 |
| Japanese Music Blu-ray (Oricon) | 3                 |

### Legend — Metal Galaxy (День 1)
| Чарт (2020)                 | Наивысшая позиция |
| --------------------------- | ----------------- |
| Japanese Albums (Oricon)    | 9                 |
| Japanese Albums (Billboard) | 7                 |

### Legend — Metal Galaxy (День 2)
| Чарт (2020)                 | Наивысшая позиция |
| --------------------------- | ----------------- |
| Japanese Albums (Oricon)    | 10                |
| Japanese Albums (Billboard) | 8                 |

## История релизов
| Регион | Дата             | Формат                                | Лейбл                                      | Издание(я)                           | Каталог                                     | Прим.         |
| ------ | ---------------- | ------------------------------------- | ------------------------------------------ | ------------------------------------ | ------------------------------------------- | ------------- |
| Япония | 9 сентября 2020  | Blu-ray, CD                           | BMD Fox Records Amuse, Inc.                | «The One» лимитированный бокс-сет    | ONEB-0026                                   | [ 5 ]         |
| Япония | 9 сентября 2020  | DVD Blu-ray                           | BMD Fox Records Toy's Factory Amuse, Inc.  | Видео                                | TFXQ-78185 TFBQ-18228                       | [ 6 ]         |
| Япония | 9 сентября 2020  | Blu-ray                               | BMD Fox Records Toy's Factory Amuse, Inc.  | Ограниченное видео                   | TFXQ-78184                                  | [ 6 ]         |
| Япония | 9 сентября 2020  | CD                                    | BMD Fox Records Toy's Factory Amuse, Inc.  | Концертные альбомы (День 1 и День 2) | TFCC-86717 TFCC-86718                       | [ 6 ]         |
| Мир    | 9 сентября 2020  | Цифровое издание стриминговые сервисы | Amuse Inc. Babymetal Records Cooking Vinyl | Концертные альбомы (День 1 и День 2) | н/д                                         | [ 19 ] [ 20 ] |
| Япония | 22 сентября 2021 | LP                                    | BMD Fox Records Toy's Factory Amuse, Inc.  | Концертный альбом                    | TFJC-38092 TFJC-38093 TFJC-38094 TFJC-38095 | [ 7 ]         |

## Комментарии
1. ↑  Полное название Legend - Metal Galaxy (Metal Galaxy World Tour in Japan Extra Show), стилизованное капсом.